# Сегио Бернардина
Сегио „Сег” Бернардина (пап. Seggio „Seg” Bernardina; Лејк Ворт, 13. август 1999) курасаоски је пливач чија специјалност су спринтерске трке делфин стилом.

## Спортска каријера
Бернардина је одрастао на Флориди у Сједињеним Државама где је и почео да тренира пливање у локалном клубу из градића Лејк Ворт. Први званични наступ за репрезентацију Курасаоа имао је на првенству Кариба у Насауу 2016. где је у финалу трке на 100 делфин заузео пето место. Годину дана касније учествовао је на светском јуниорском првенству у Индијанаполису, а потом су уследили наступи на првенствима Централне Америке и кариба, те светско првенство у малим базенима у Хангџоуу.
На светским првенствима у великим базенима је дебитовао у корејском Квангџуу 2019. где је наступио у квалификацијама обе спринтерске трке делфин стилом. Прво је у трци на 50 делфин испливао укупно 58. време, а потом у трци на 100 делфин остварује укупно 57. време.